# Wrześniczka (struga)
Wrześniczka – struga, prawobrzeżny dopływ Wieprzy o długości 7,2 km i powierzchni zlewni 17,65 km².
Źródła strugi znajdują się przy południowej części wsi Noskowo. Biegnie w kierunku zachodnim przez wieś Wrześnica, następnie przez przysiółek Wrześniczka. Uchodzi do Wieprzy przed wsią Sławsko.
Zlewnia Wrześniczki ma charakter rolniczy.